# قره‌لر (صابرآباد)
قره‌لر (به ترکی آذربایجانی: Qaralar) یک منطقه مسکونی در جمهوری آذربایجان است که در شهرستان صابرآباد واقع شده است. قره‌لر ۷۷۶ نفر جمعیت دارد.